# دستور جمهورية الصين الشعبية
دستور جمهورية الصين الشعبية هو القانون الأسمى داخل جمهورية الصين الشعبية. اعتمد الإصدار الحالي للدستور من قبل المؤتمر الشعبي الوطني الخامس في 4 ديسمبر 1982م، مع عدد من التنقيحات والتعديلات في الأعوام 1988 و1993 و1999 و2004 و2018 على التوالي. كان للصين ثلاثة دساتير سابقة في الأعوام 1954 و1975 و1978 تم استبدالها بهذا الدستور الحالي. يتكون الدستور من خمسة أقسام هي: الديباجة والمبادئ العامة والحقوق والواجبات الأساسية للمواطنين وهيكل الدولة والتي تشمل أجهزة الدولة مثل المؤتمر الشعبي الوطني ومجلس الدولة والمجلس الشعبي المحلي والحكومات الشعبية المحلية، والمحاكم الشعبية والنيابة الشعبية، والعلم الوطني وشعارات الدولة.

## التاريخ
أُعلن أول دستور لجمهورية الصين الشعبية في عام 1954. بعدها تم إصدار نسختين متداخلتين للدستور في عامي 1975 و1978 ، وأُعلن الدستور الحالي في عام 1982. كانت هناك اختلافات كبيرة بين كل من هذه الإصدارات، وتم تعديل دستور 1982 فيما بعد عدة مرات. بالإضافة إلى ذلك أدى تغيير الاتفاقيات الدستورية إلى تغييرات كبيرة في هيكل الحكومة الصينية في غياب التغييرات في نصوص الدستور.

## دستور 1982
يعكس دستور 1982 تصميم دينج شياو بينج على إرساء أساس مؤسساتي دائم للاستقرار والتحديث المحليين. يوفر دستور الولاية الجديد أساسًا قانونيًا للتغييرات الواسعة في المؤسسات الاجتماعية والاقتصادية الصينية وينقح بشكل كبير على هيكل الحكومة. أعيد تشكيل وظيفة الرئيس ونائب الرئيس التي ألغيت في دستور 1975 و1978 في دستور عام 1982. كانت هناك أربعة تعديلات رئيسية من قبل المجلس الوطني لنواب الشعب الصيني لدستور 1982.
تم وضع الكثير في دستور جمهورية الصين الشعبية على غرار دستور الاتحاد السوفيتي لعام 1936، ولكن مع وجود بعض الاختلافات المهمة. على سبيل المثال فإن الدستور السوفياتي يحتوي على حق صريح على الانفصال، بينما الدستور الصيني يحظر صراحة مبدأ الانفصال. في حين أن الدستور السوفياتي يشكل فعليًا نظامًا فدراليًا، لكن الدستور الصيني ينشئ رسميًا دولة موحدة متعددة القوميات.
دستور 1982 هو وثيقة طويلة مختلطة تتكون من 138 مادة. تم تعديل الأقسام الكبيرة مباشرة من دستور عام 1978، ولكن العديد من تغييراتها مستمدة من دستور 1954. وعلى وجه التحديد يؤكد الدستور الجديد على الصراع الطبقي، ويضع أولوية قصوى على التنمية وعلى دمج مساهمات ومصالح المجموعات غير الحزبية التي يمكن أن تلعب دورًا مركزيًا في التحديث.
تصف المادة الأولى من الدستور الصين بأنها «دولة اشتراكية في ظل الديكتاتورية الديمقراطية الشعبية»، وهذا يعني أن النظام يقوم على تحالف الطبقات العاملة في المصطلحات الشيوعية، والعمال والفلاحين ويقودها الحزب الشيوعي طليعة الطبقة العاملة. في مواضع أخرى ينص الدستور على دور متجدد وحيوي للمجموعات التي تشكل هذا التحالف الأساسي متمثلًا بالمؤتمر الاستشاري السياسي للشعب الصيني، والأحزاب الديمقراطية، والمنظمات الجماهيرية. دستور عام 1982 يستغني عن كل الخطابات المرتبطة بالثورة الثقافية التي أدمجت في نسخة 1978. يحذف الدستور جميع الإشارات إلى الثورة الثقافية ويعيد مساهمات الرئيس ماو تسي تونج وفقًا لعملية إعادة تقييم تاريخية كبيرة صدرت في يونيو عام 1981 في الجلسة الكاملة السادسة للجنة المركزية الحادية عشرة.
يتم التشديد في جميع مواد دستور عام 1982 على القانون الاشتراكي كمنظم للسلوك السياسي. خلافًا للدستور السوفياتي لعام 1977، فإن نص الدستور نفسه لا يذكر صراحة الحزب الشيوعي الصيني وهناك بيان صريح في المادة 5 بأن الدستور والقانون هي السلطة العليا على جميع المنظمات والأفراد.
ويتم تحديد حقوق المواطنين وواجباتهم بالتفصيل بما يتجاوز بكثير ما ينص عليه دستور عام 1978. على الأرجح بسبب التجاوزات التي ملأت سنوات الثورة الثقافية، أعطى دستور 1982 اهتمامًا أكبر لتوضيح «الحقوق والواجبات الأساسية» للمواطنين مقارنةً بدستور 1954، مثل الحق في التصويت والترشح للانتخابات، وحدد سن الثامنة عشرة للمشاركة في الحركة السياسية. كما يضمن الدستور حرية العبادة الدينية وكذلك «حرية عدم الاعتقاد في أي دين» ويؤكد أن «الهيئات الدينية والشؤون الدينية لا تخضع لأي هيمنة أجنبية».
تنص المادة 35 من دستور 1982 على أن «مواطني جمهورية الصين الشعبية يتمتعون بحرية التعبير والصحافة والتجمع وتكوين الجمعيات وفي المآسي والتظاهر». في دستور عام 1978 كانت هذه الحقوق مضمونة، ولكن كان الحق في الإضراب والحقوق الأربع الكبرى، التي يطلق عليها عادة «الأربعة الكبار» وهي: التحدث بحرية، والتعبير عن جهات النظر بشكل كامل، وإجراء مناقشات كبيرة، وكتابة ملصقات ذات طابع كبير. في شهر فبراير 1980 بعد فترة تسمى جدار الديمقراطية، أُلغيت بنود الأربعة الكبار ردًا على قرار الحزب الذي صدق عليه المجلس الوطني لنواب الشعب. كما تم إسقاط الحق في الإضراب عن دستور عام 1982. إن التعبير الواسع عن الحقوق الأربع الكبرى خلال الاحتجاجات الطلابية في أواخر عام 1986 أثار اللوم الشديد للنظام بسبب عدم شرعيته. ذكر الرد الرسمي المادة 53 من دستور 1982 التي تنص على وجوب التزام المواطنين بالقانون ومراعاة انضباط العمل والنظام العام. إلى جانب كونها غير قانونية، فإن ممارسة الحقوق الأربع الكبرى قد أتاحت الفرصة للانقضاض على نقد الحزب الشيوعي الصيني، الذي كان في الواقع ما ظهر في ملصقات الحائط الطلابية. في عصر جديد يسعى لتحقيق الاستقرار السياسي والتنمية الاقتصادية نظر قادة الأحزاب في الحقوق الأربع الكبرى التي تزعزع الاستقرار السياسي. وحظروا على المواطنين الصينيين تشكيل أحزاب سياسية جديدة.
من بين الحقوق السياسية التي يمنحها الدستور، يتمتع جميع المواطنين الصينيين بحقوق الترشيح والانتخاب، وفقًا لقانون الانتخابات الصادر لاحقًا.

## تعديلات 2004
تم تعديل الدستور في 14 مارس 2004م ليشمل ضمانات خاصة بالملكية الخاصة، وينص التعديل: «الملكية الخاصة التي يتم الحصول عليها بشكل قانوني من المواطنين لا تنتهك». أما فقرة حقوق الإنسان فتنص: «تحترم الدولة وتحمي حقوق الإنسان». في خطوة تهدف منها الحكومة لتقدم الديمقراطية في الصيني وكدلالة من الحزب الشيوعي الصيني بعترافه بالحاجة إلى التغيير، لأن الاقتصاد الصيني المزدهر خلق طبقة وسطى ثرية جديدة أرادت حماية ممتلكاتها.
نقلت صحيفة واشنطن بوست عن رئيس مجلس الدولة ون جيا باو قوله: «إن هذه التعديلات للدستور الصيني ذات أهمية كبيرة لتنمية في الصين». , اضاف: «سنبذل جهودًا جادة لتنفيذها عمليًا».

## تعديلات 2018
تم تعديل الدستور في 11 مارس 2018، وذلك بعد حصوله على 1.958 صوتًا، مع صوتين معارضين، وامتناع ثلاثة أعضاء عن التصويت. يتضمن التعديل مجموعة متنوعة من التنقيحات لزيادة تعزيز سيطرة الحزب الشيوعي وتفوقه، إنشاء لجنة الإشراف الوطنية، وهي وكالة جديدة لمكافحة الكسب غير المشروع، لتمديد صلاحيات جهاز الطعن في الحزب الشيوعي، وإضافة نظرة هو جينتاو والوكالة العلمية حول التنمية وشى جين بينغ إلى ديباجة الدستور، وإزالة الحدود الزمنية لكل من الرئيس ونائب الرئيس.

## الإنفاذ الدستوري
تتولى لجنة الدستور واللجنة الوطنية لنواب الشعب الصيني مسؤولية مراجعة الدستور وإنفاذ الدستور الصيني، في ظل مؤتمر الشعب الوطني ولجنته الدائمة، وينص الدستور على أن المجلس الوطني لنواب الشعب ولجنته الدائمة يكون لهما سلطة المراجعة ما إذا كانت القوانين أو الأنشطة تنتهك الدستور.
علاوة على ذلك لا تتمتع المحاكم بموجب النظام القانوني لجمهورية الصين الشعبية بالسلطة العامة للمراجعة القضائية، ولا يمكن أن تبطل النظام الأساسي على أساس أنه ينتهك الدستور. منذ عام 2002 كانت هناك لجنة خاصة تابعة للجنة الدائمة للمجلس الوطني لنواب الشعب والتي قامت بمراجعة القوانين واللوائح الخاصة بالدستورية. على الرغم من أن هذه اللجنة لم تقرر صراحة أن القانون أو اللوائح غير دستورية، إلا في حالة واحدة، وذلك بعد الضجة الإعلامية على وفاة سون تشى قانغ، فاضطر مجلس الدولة إلى إلغاء اللوائح التي تسمح للشرطة باحتجاز الأشخاص دون تصاريح إقامة بعد أن أوضحت اللجنة الدائمة للمجلس الوطني لنواب الشعب الصيني أنها ستحكم بأن هذه اللوائح غير دستورية إذا لم يتم إلغاؤها.
كانت «مبادرة الدستور المفتوح» عبارة عن منظمة تتكون من محامين وأكاديميين في جمهورية الصين الشعبية، يناصرون سيادة القانون والمزيد من الحماية الدستورية. تم وأد هذه المبادرة من قبل الحكومة الصينية في 14 يوليو 2009.

## كأساس للإصلاح
في أوائل عام 2013 تم اطلاق حركة بين الإصلاحيين في الصين على أساس تطبيق أحكام الدستور.

## انظر ايضا
- دستور جمهورية الصين
- قانون الجنسية الصينية